# 斯塔爾切沃文化
斯塔尔切沃文化是東南歐的新石器文化，其得名於位於塞爾維亞多瑙河北岸伏伊伏丁那自治省的斯塔尔切沃村。斯塔尔切沃文化可追溯至公元前6200年到公元前4500年的新石器時代。它起源於安納托利亞和塞斯克洛地區。斯塔尔切沃文化標誌著新石器時代的農業和陶瓷技術傳播到巴爾幹半島內陸。

## 起源
斯塔尔切沃文化代表著新石器時代東南歐早期農民的北部擴張，他們從安那托利亞遷移到當今的希臘中部，然後向北擴張。穿越當今北馬其頓的河流是他們遷移的途徑。斯塔尔切沃已被普遍認為是農業向北擴張的直接點，但在2020年的放射性碳測年顯示，Mavropigi是沿著河流路線向中部巴爾乾地區遷移的人口流動的起點。兩個年代最老的遺址是塞爾維亞Miokovci附近的Crkvina和科索沃的Runik，且年代可追溯至公元前6362年至6098年和公元前6325年至6088年。在這兩個最早的遺址之後，公元前6200-6000年在塞爾維亞南部和中部出現了第二個遺址集群。下一次擴張位於公元前6100年後的塞爾維亞東部。公元前6000年，另一組定居點出現在塞爾維亞北部。這種擴張路線暗示了沿著摩拉瓦河等河流的擴張模式。

## 範圍
斯塔尔切沃文化覆蓋塞爾維亞西部和南部、黑山（除沿海地區）、科索沃、阿爾巴尼亞東部部分地區、波斯尼亞和黑塞哥維那東部、保加利亞西部，克羅地亞東部、匈牙利、北馬其頓和羅馬尼亞西部。斯塔尔切沃文化的最西端是克羅地亞傑洛瓦爾（Bjelovar）茲德拉洛維村（Ždralovi）附近。當今克羅地亞的斯拉沃尼亞地區是斯塔尔切沃文化定居點的最西端。在公元前6200年至5500年之間是文化的最後階段。1990年，斯塔尔切沃文化被列入塞爾維亞的重要考古遺址名單中。

## 文物
斯塔尔切沃文化的早期陶器通常是粗糙的，但後來出現細槽形和彩繪器皿。一種獨特的可能是用來鏟麵粉的骨鏟與匈牙利的克勒什文化密切相關。同一時期相關的文化還包括保加利亞的Karanovo文化，羅馬尼亞的Criș文化和希臘的Sesklo文化。